# Duke (음반)
| 전문가 평가                   | 전문가 평가 |
| 평가 점수                     | 평가 점수   |
| 출처                          | 점수        |
| ----------------------------- | ----------- |
| AllMusic                      | [ 1 ]       |
| Encyclopedia of Popular Music | [ 2 ]       |
| The Great Rock Discography    | 6/10        |
| Pitchfork                     | 8.0/10      |
| Q                             | [ 5 ]       |
| Record Mirror                 | [ 6 ]       |
| The Rolling Stone Album Guide | [ 7 ]       |
| Smash Hits                    | 6/10        |
| Sounds                        | [ 9 ]       |

《Duke》는 영국의 프로그레시브 록 밴드 제네시스의 열 번째 스튜디오 음반으로, 1980년 3월 28일, 카리스마 레코드에서 발매되었다. 이 음반은 1979년 초에 밴드의 활동이 중단된 시기를 따랐다. 필 콜린스는 실패한 첫 결혼 생활을 회복하기 위해 캐나다 밴쿠버로 이주했고 토니 뱅크스와 마이크 러더퍼드는 솔로 음반을 녹음했다. 콜린스는 결혼 생활이 끝난 후 영국으로 돌아와 상당한 양의 자료를 썼는데, 그 중 일부는 《Duke》를 위해 사용되었고 일부는 나중에 그의 첫 번째 솔로 음반인 《Face Value》를 위해 재작업되었다. 《Duke》는 녹음이 연말에 진행되는 동안 1979년 중반 잼 세션에서 발전한 개별적으로 작곡된 곡과 트랙의 혼합을 포함했다. 활동 중단으로 밴드는 활기를 되찾았고, 그들은 이 음반이 작업하기 쉬운 음반이라는 것을 알게 되었다.
《Duke》는 음악 평론가들로부터 긍정적인 평가를 받았는데, 그들은 이 음반이 10분짜리 닫는 〈Duke's Travels〉/〈Duke's End〉 모음곡과 히트 싱글 〈Turn It On Again〉, 〈Duchess〉, 그리고 〈Misunderstanding〉에서 보여준 것처럼 더 팝 록 지향적이고 상업적으로 접근하기 쉬운 방향으로 밴드의 프로그레시브 록 지향적인 과거를 연결시켰다고 칭찬했다. 그것은 미국에서 11위에 올랐고, 영국에서 1위에 오른 첫 번째 음반이 되었다. 이후 영국과 미국에서 플래티넘 인증을 받았다.

## 배경
1978년까지 제네시스는 리드 싱어이자 드러머 필 콜린스, 키보디스트 토니 뱅크스, 기타리스트 겸 베이시스트 마이크 러더퍼드로 구성된 3인조 그룹이었다. 그들은 오리지널 프론트맨 피터 가브리엘과 기타리스트 스티브 해킷의 탈퇴에서 살아남았고 톱 10 싱글 〈Follow You Follow Me〉가 포함된 음반 《...And Then There Were Three...》를 발매했다. 그 그룹은 여전히 성공적으로 투어를 하고 있었고, 그들 세 사람의 작곡 협력을 즐겼다. 그들은 새로운 음반을 쓰고 녹음하기 전에 휴식을 취하기로 결정했는데, 이것은 많은 사전 개념 없이 리허설실에서 그룹으로 작성될 것이다.
이 그룹의 투어 일정은 콜린스에게 특히 부담을 주었는데, 콜린스는 집을 자주 비웠기 때문에 결혼 생활이 파탄날 위험에 처했다. 그의 아내 안드레아는 만약 그가 ...And Then There Were Three... Tour에 전념한다면, 그가 돌아올 때 그녀는 그곳에 없을 것이라고 경고했다. 그러나 콜린스는 제네시스가 국제적인 돌파구의 직전에 있었고 그의 밴드와의 작업이 미래에 배당금을 지불할 것이라고 확신했다. 1978년 말, 안드레아는 그들의 아이들과 함께 밴쿠버로 이사하기로 결정했다. 자신의 결혼이 밴드보다 더 중요하다는 것을 깨달은 콜린스는 뱅크스, 러더퍼드, 매니저 토니 스미스와 미팅을 가졌다. 그는 밴쿠버로 이사를 가서 가족을 재건하기 위해 노력할 것이며, 그룹은 이를 수용해야 할 것이라고 말했다. 《사운즈》의 인터뷰에서 콜린스는 "저는 일들을 해결하기 위해 두 달 동안 자리를 비웠습니다. 저는 절대 밴드를 떠날 생각이 없었어요. 제가 밴쿠버에 살게 된다면 우리는 우리 스스로를 다르게 조직해야 했을 것입니다." 그는 또한 자신의 사이드 프로젝트인 브랜드 엑스의 개별 구성원들이 지리적으로 분산되어 있다는 점에 주목했다.
뱅크스와 러더퍼드는 콜린스가 그의 결혼 생활을 구하고 밴드가 밴쿠버에서 그와 함께 일할 수 있기를 바라며 밴드가 장기적인 휴식을 취할 것을 제안했다. 뱅크스는 제네시스가 드러머 체스터 톰슨과 가수 킴 비컨을 순회하며 스톡홀름의 폴라 스튜디오에서 그의 솔로 음반 《A Curious Feeling》을 녹음했고, 러더퍼드는 같은 스튜디오에서 그의 첫 솔로 음반인 《Smallcreep's Day》도 녹음했다. 1979년 4월, 콜린스는 그의 결혼 생활을 회복하려는 시도가 실패한 후 영국으로 돌아왔다. 다음 제네시스 음반을 작업하기 전에 시간적인 여유를 가지고, 그는 브랜드 엑스와 함께 킥킥거렸고, 서리주 샬포드에 있는 그의 집에서 그의 첫 번째 솔로 음반 《Face Value》의 데모 트랙 작업을 시작했다. 피아노와 신시사이저를 연주하는 것 외에도, 그는 최근 롤랜드 CR-78 드럼 머신을 선택했고 전자 드럼의 가능성에 관심을 갖게 되었다.

## 발매
《Duke》는 1980년 3월 24일, 미국에서, 그리고 3월 28일, 영국에서 발매되었다. 그것은 발매 당시 밴드의 가장 큰 상업적 성공이었고, 영국 음반 차트에서 2주 동안 1위를 했고 미국 빌보드 200에서 11위로 정점을 찍었다. 이 음반은 세 개의 싱글을 발매했고, 〈Turn It On Again〉은 영국에서 8위, 미국에서 58위, 〈Duchess〉는 영국에서 46위, 〈Misunderstanding〉은 영국에서 42위, 미국에서 14위에 올랐다. 《Duke》는 1980년 7월 3일, 영국 축음기 협회로부터 플래티넘 인증을 받았고 1988년 3월 11일, 미국 음반 산업 협회로부터 플래티넘 인증을 받았다.

## 곡 목록
모든 곡들은 특별한 언급이 없는 한 토니 뱅크스, 필 콜린스 그리고 마이크 러더퍼드에 의해 작사/작곡하였다.
| #  | 제목                 | 작사·작곡 | 재생 시간 |
| -- | -------------------- | --------- | --------- |
| 1. | 〈Behind the Lines〉 |           | 5:31      |
| 2. | 〈Duchess〉          |           | 6:40      |
| 3. | 〈Guide Vocal〉      | 뱅크스    | 1:18      |
| 4. | 〈Man of Our Times〉 | 러더퍼드  | 5:35      |
| 5. | 〈Misunderstanding〉 | 콜린스    | 3:11      |
| 6. | 〈Heathaze〉         | 뱅크스    | 5:00      |

| #  | 제목                  | 작사·작곡 | 재생 시간 |
| -- | --------------------- | --------- | --------- |
| 1. | 〈Turn It On Again〉  |           | 3:50      |
| 2. | 〈Alone Tonight〉     | 러더퍼드  | 3:54      |
| 3. | 〈Cul-de-sac〉        | 뱅크스    | 5:02      |
| 4. | 〈Please Don't Ask〉  | 콜린스    | 4:00      |
| 5. | 〈Duke's Travels〉    |           | 8:41      |
| 6. | 〈Duke's End〉 (기악) |           | 2:04      |

## 인증
| 국가                                                  | 인증     | 판매량/출하량 |
| ----------------------------------------------------- | -------- | ------------- |
| 프랑스 (SNEP)                                         | 골드     | 100,000*      |
| 영국 (BPI)                                            | 플래티넘 | 300,000^      |
| 미국 (RIAA)                                           | 플래티넘 | 1,000,000^    |
| *판매량을 기반으로 한 인증 ^출하량을 기반으로 한 인증 |          |               |